# Kompassväxter
Kompassväxter är växter, vilkas alla blad står i ett och samma plan, sammanfallande med meridianplanet. De utgör ingen systematisk grupp.
Bladskivorna träffas därför endast föga av middagssolens heta strålar, varigenom för stark transpiration undviks. Kompassväxterna förekommer därför på torra, solöppna marker.

## Exempel
- Kompassört (Silphium laciniatum)
- Taggsallat (Lactuca serriola)
- Renfana (Tanacetum vulgare)